# Colroy-la-Grande
Colroy-la-Grande korábbi község Franciaországban, Vosges megyében. Lakosainak száma 513 fő (2018. január 1.). Colroy-la-Grande Lubine, Lusse, Provenchères-et-Colroy, Saales és La Grande-Fosse községekkel határos.
2016. január 1-jén Provenchères-sur-Fave korábbi községgel egyesült és az így létrejött Provenchères-et-Colroy új község része lett.

## Népesség
A település népességének változása:
| Lakosok száma | 543  | 680  | 618  | 571  | 635  | 574  | 535  | 514  | 517  | 513  |
|               | 1962 | 1968 | 1975 | 1982 | 1990 | 2008 | 2013 | 2015 | 2017 | 2018 |